# Fabrice Normand
Pour les articles homonymes, voir Normand (homonymie).
Fabrice Normand est un footballeur français né le 26 juillet 1973 à Abbeville (Somme). Il évoluait au poste de milieu de terrain.
Fabrice Normand a notamment joué pour le CS Sedan Ardennes.
Il a disputé au cours de sa carrière 48 matchs en deuxième division.

## Carrière
- 1988-1993 :  Racing Club de Lens (réserve, D3)
- 1993-1995 :  CS Sedan Ardennes (D2)
- 1995-1996 :  FCSR Haguenau (National 1)
- 1996-1999 :  Pau FC (National 1 puis National)
- 1999-2000 :  Olympique d'Alès (CFA)
- 2000-2002 :  FC Mulhouse (CFA)
- 2002-2003 :  EP Manosque (CFA)[1]

## Palmarès
- RC Lens : 
  - Vainqueur de la Coupe Gambardella en 1992